# MPEG-7
MPEG-7 é um padrão de descrição de conteúdo multimídia. Foi padronizado na ISO/IEC 15938 (interface de descrição de conteúdo multimídia). Esta descrição será associada ao próprio conteúdo, para permitir a busca rápida e eficiente de materiais de interesse do usuário. MPEG-7 é formalmente chamado de Interface de Descrição de Conteúdo Multimídia. Portanto, não é um padrão que lida com a codificação real de imagens em movimento e áudio, como MPEG-1, MPEG-2 e MPEG-4. Ele usa XML para armazenar metadados e pode ser anexado ao código de tempo para marcar eventos específicos ou sincronizar letras de uma música, por exemplo.
Ele foi projetado para padronizar:
- um conjunto de esquemas de descrição ("DS") e descritores ("D")
- uma linguagem para especificar esses esquemas, chamada de Description Definition Language ("DDL")
- um esquema para codificar a descrição

A combinação de MPEG-4 e MPEG-7 às vezes é chamada de MPEG-47.

## Introdução
MPEG-7 destina-se a fornecer funcionalidade complementar aos padrões MPEG anteriores, representando informações sobre o conteúdo, não o conteúdo em si ("os bits sobre os bits"). Essa funcionalidade é a padronização das descrições de conteúdo multimídia. O MPEG-7 pode ser usado independentemente dos outros padrões MPEG - a descrição pode até ser anexada a um filme analógico. A representação definida no MPEG-4, ou seja, a representação de dados audiovisuais em termos de objetos, é, no entanto, muito adequada ao que será construído no padrão MPEG-7. Essa representação é fundamental para o processo de categorização. Além disso, as descrições do MPEG-7 podem ser usadas para melhorar a funcionalidade dos padrões MPEG anteriores. Com essas ferramentas, podemos construir uma Descrição MPEG-7 e implantá-la. De acordo com o documento de requisitos."

## Parts
O MPEG-7 (ISO/IEC 15938) consiste em diferentes partes. Cada parte cobre um determinado aspecto de toda a especificação.
| Part    | Número              | Primeira data de lançamento público (Primeira edição) | Última data de lançamento público (última edição) | Última alteração | Titulo                                     | Descrição |
| ------- | ------------------- | ----------------------------------------------------- | ------------------------------------------------- | ---------------- | ------------------------------------------ | --- |
| Part 1  | ISO/IEC 15938-1     | 2002                                                  | 2002                                              | 2006             | Systems                                    | a estrutura arquitetônica do MPEG-7, o transporte do conteúdo MPEG-7 - TeM (formato textual para MPEG-7) e o formato binário para descrições MPEG-7 (BiM) |
| Part 2  | ISO/IEC 15938-2     | 2002                                                  | 2002                                              |                  | Linguagem de definição de descrição        | |
| Part 3  | ISO/IEC 15938-3     | 2002                                                  | 2002                                              | 2010             | Visual                                     | |
| Part 4  | ISO/IEC 15938-4     | 2002                                                  | 2002                                              | 2006             | Audio                                      | |
| Part 5  | ISO/IEC 15938-5     | 2003                                                  | 2003                                              | 2015             | Esquemas de descrição multimídia           | |
| Part 6  | ISO/IEC 15938-6     | 2003                                                  | 2003                                              | 2011             | software de referência                     | |
| Part 7  | ISO/IEC 15938-7     | 2003                                                  | 2003                                              | 2011             | Teste de conformidade                      | |
| Part 8  | ISO/IEC TR 15938-8  | 2002                                                  | 2002                                              | 2011             | Extração e uso de descrições MPEG-7        | |
| Part 9  | ISO/IEC 15938-9     | 2005                                                  | 2005                                              | 2012             | Profiles e levels                          | |
| Part 10 | ISO/IEC 15938-10    | 2005                                                  | 2005                                              |                  | Definição de esquema                       | |
| Part 11 | ISO/IEC TR 15938-11 | 2005                                                  | 2005                                              | 2012             | Esquemas de perfil MPEG-7                  | |
| Part 12 | ISO/IEC 15938-12    | 2008                                                  | 2012                                              |                  | Formato de consulta                        | |
| Part 13 | ISO/IEC 15938-13    | 2015                                                  | 2015                                              |                  | Descritores compactos para pesquisa visual | |

## Relação entre descrição e conteúdo

Independência entre descrição e conteúdo

Um requisito da arquitetura MPEG-7 é que a descrição deve ser separada do conteúdo audiovisual.
Por outro lado, deve haver uma relação entre o conteúdo e a descrição. Assim, a descrição é multiplexada com o próprio conteúdo.
No lado direito você pode ver essa relação entre descrição e conteúdo.

## MPEG-7 tools

Relação entre diferentes ferramentas e processo de elaboração do MPEG-7

O MPEG-7 usa as seguintes ferramentas:
- Descriptor (D): É uma representação de um recurso definido sintaticamente e semanticamente. Pode ser que um único objeto tenha sido descrito por vários descritores.
- Description Schemes (DS): especificam a estrutura e a semântica das relações entre seus componentes, esses componentes podem ser descritores (D) ou esquemas de descrição (DS).
- Description Definition Language (DDL): Baseia-se na linguagem XML utilizada para definir as relações estruturais entre descritores. Permite a criação e modificação de esquemas de descrição e também a criação de novos descritores (D).
- System tools: Essas ferramentas tratam da binarização, sincronização, transporte e armazenamento de descritores. Também trata da proteção da propriedade intelectual.

No lado direito você pode ver a relação entre as ferramentas MPEG-7.

## Aplicações MPEG-7
Existem muitos aplicativos e domínios de aplicativos que se beneficiarão do padrão MPEG-7. Alguns exemplos de aplicação são:
- Biblioteca digital: Catálogo de imagens/vídeos, dicionário musical.
- Serviços de diretório multimídia: por exemplo, páginas amarelas.
- Seleção de mídia de transmissão: canal de rádio, canal de TV.
- Edição de multimídia: serviço de notícias eletrônicas personalizadas, autoria de mídia.
- Serviços de segurança: Controle de tráfego, cadeias produtivas...
- E-business: processo de busca de produtos.
- Serviços culturais: Galerias de arte, museus...
- Aplicações educacionais.
- Aplicações biomédicas.
- Aplicativos multimídia inteligentes que alavancam a semântica multimídia de baixonível por meio de representação formal e raciocínio automatizado.[8]

## Software e demonstradores para MPEG-7
- Caliph & Emir: Anotação e recuperação de imagens com base em MPEG-7 (GPL). Cria arquivos MPEG-7 XML.[9]
- C# Implementation: Implementação de Código Aberto dos descritores MPEG-7 em C#.
- Frameline 47 Video Notation: Frameline 47 da Versatile Delivery Systems. O primeiro aplicativo MPEG-7 comercial, o Frameline 47 usa um esquema de conteúdo avançado baseado em MPEG-7 para poder anotar arquivos de vídeo inteiros ou segmentos e grupos de segmentos dentro desse arquivo de vídeo de acordo com a convenção MPEG-7 (ferramenta comercial)
- Eptascape ADS200 usa um codificador MPEG 7 em tempo real em um sinal de vídeo de câmera analógica para identificar eventos interessantes, especialmente em aplicações de vigilância, verifique as demos para ver o MPEG-7 em ação (ferramenta comercial)
- IBM VideoAnnEx Annotation Tool: Criação de documentos MPEG-7 para fluxos de vídeo descrevendo a estrutura e fornecendo palavras-chave de um vocabulário controlado (versão binária, licença restritiva)
- iFinder Medienanalyse- und Retrievalsystem: xtração de metadados e mecanismo de busca baseado em MPEG-7 (ferramenta comercial)
- MPEG-7 Audio Encoder: Criação de documentos MPEG-7 para documentos de áudio que descrevem características de áudio de baixo nível (versão binária e fonte, Java, GPL)
- MPEG-7 Visual Descriptor Extraction: Software para extrair descritores visuais MPEG-7 de imagens e regiões de imagens.
- XM Feature Extraction Web Service: As funcionalidades do eXperimentation Model (XM) são disponibilizadas via interface de serviço da web para permitir a caracterização automática de imagens com descrição visual de baixo nível MPEG-7.
- TU Berlin MPEG-7 Audio Analyzer (Web-Demo): Criação de documentos MPEG-7 (XML) para documentos de áudio (WAV, MP3). Todos os 17 descritores de áudio de baixo nível MPEG-7 são implementados (comercial)
- TU Berlin MPEG-7 Spoken Content Demonstrator (Web-Demo): Criação de documentos MPEG-7 (XML) com descrição SpokenContent a partir de um sinal de voz de entrada (WAV, MP3) (comercial)
- MP7JRS C++ Library Implementação MPEG-7 completa das partes 3, 4 e 5 (visual, áudio e MDS) por Joanneum Research Institute for Information and Communication Technologies - Audiovisual Media Group.
- BilVideo-7: compatível com MPEG-7, indexação de vídeo distribuído e sistema de recuperação, suportando consultas complexas, multimodais e compostas; desenvolvido pela Bilkent University Multimedia Database Group (BILMDG).
- UniSay: Análise sofisticada de arquivo de pós-produção e processamento de áudio baseado em MPEG-7.

## Limitações
O padrão MPEG-7 foi originalmente escrito em XML Schema (XSD), que constitui dados semiestruturados. Por exemplo, o tempo de execução de um filme anotado usando MPEG-7 em XML é um dado legível por máquina, portanto, os agentes de software saberão que o número que expressa o tempo de execução é um número inteiro positivo, mas esses dados não são interpretáveis por máquina (não podem ser entendido pelos agentes), pois não transmite semântica (significado), conhecido como “Gap semântico”. Para resolver esse problema, houve muitas tentativas de mapear o esquema XML MPEG-7 para a Web Ontology Language (OWL), que é uma estrutura de dados equivalente aos termos do padrão MPEG-7 (MPEG-7Ontos, COMM, SWIntO, etc.). No entanto, esses mapeamentos não preencheram realmente a "lacuna semântica", porque os recursos de vídeo de baixo nível sozinhos são inadequados para representar a semântica de vídeo. Em outras palavras, anotar um recurso de vídeo extraído automaticamente, como distribuição de cores, não fornece o significado do conteúdo visual real.

## Comparativo
- Material Exchange Format (MXF), um formato de contêiner para vídeo digital profissional e mídia de áudio definido pelo SMPTE.